# Юшкевич, Семён Соломонович
Семён Соломо́нович Юшке́вич (25 ноября [7 декабря] 1868, Одесса, Херсонская губерния, Российская империя — 12 июля 1927, Париж, Франция) — русский писатель, драматург. Представитель так называемой «русско-еврейской литературы». Член московской литературной группы «Среда».

## Биография
Родился в семье одесского мещанина, мелкого коммерсанта Соломона (Шлоймы) Моисеевича Юшкевича (1839—1895) и Анны (Этель) Григорьевны Юшкевич (в девичестве Волошиной, ?—1917), в которой был одним из четырнадцати детей, некоторые из которых умерли в детстве. Семья жила на Военном спуске в доме Ковалевского, потом на Приморской улице в доме Стуарта. Учился в казённом еврейском начальном училище, затем — во второй гимназии, которую оставил не закончив. Получив домашнее образование и свидетельство об окончании прогимназии, был принят в аптекарские ученики. В это же время начал писать рассказы. В 17-летнем возрасте женился, оставил родительский дом и ачал работать помощником провизора. Прежде чем начать свою писательскую карьеру, изучал в Париже медицину, окончил медицинский факультет Сорбоннского университета. Первая повесть опубликована в 1897 году. Жил в Париже в 1902 году, работал хористом, массажистом.
После публикации повести из жизни еврейской бедноты «Распад», вышедшей в 1902 году в журнале «Восход», Юшкевич стал известным в России писателем. Вернулся в 1902 году в Одессу, но после Кишинёвского погрома выехал с семьей в Берлин, где продолжал литературную деятельность. Приобретает широкую популярность в Российской империи драматическими произведениями, поставленными во многих известных театрах. В 1917—1918 годах вместе с братом Павлом организует издание рус. «Южной универсальной библиотеки»: получилось 52 книги, в мягких переплетах, карманного формата, И. Бунина, А. Толстого, Тэффи, Р. Киплинга, Г. Уэллса, Г. де Мопассана, А. Франса и других.
С 1920 года в эмиграции. Сначала в Румынии (Бельцы, Кишинёв, Яссы, Бухарест), затем во Франции, в 1921 году — в США. В 1922 году вернулся в Германию, с 1924 года жил в Париже.

## Семья
- Брат — Павел Соломонович Юшкевич, философ[4]. Племянник — Адольф Павлович Юшкевич, историк математики.
- Брат — Михаил Самойлович Юшкевич (1866, Одесса — после 1934, Ницца), врач[5][6][7]; в эмиграции стал литератором, автор волшебных сказок для детей и взрослых, вошедших в сборник «Новый Гептамерон: Приключения волшебного мальчика, семь сказок» (Волшебный мальчик на Зелёной горе; Путешествие Волшебного мальчика на конец света; Волшебный мальчик на том свете; Ветка олеандра. В царстве теней; Мраморные люди; Перламутровый ящичек; Париж: Книгоиздательство Я. Поволоцкий, 1933. — 139 с.)[8][9].
- Сестра — Елизавета Соломоновна Малая, дантист[10]. Племянник — Илья Григорьевич Малый (1909—1982), экономист и статистик, доктор экономических наук, профессор.
- Первая жена (с 1885 года) — Полина Финкельштейн, умерла от осложнений после родов сына Павла (1887—?).
- Вторая жена (с 1901 года) — Анастасия Соломоновна Зейлингер (младшая сестра жены его брата Михаила Софьи Зейлингер). Её отцу Залману Исеровичу Зейлингеру и брату мужа, доктору Михаилу Самойловичу Юшкевичу, принадлежал четырёхэтажный дом на Малой Арнаутской улице, № 38 (угол Ремесленной, № 49, дом Юшкевича—Зейлингера[11]).
  - Дочери — Нина Юшкевич (1920—1998), артистка балета и педагог; Наталья Юшкевич (1903—?), певица (лирическое сопрано).

## Творчество
В конце 1880-х годов начал печататься в газете «Одесский листок». Настоящим литературным дебютом Семена Юшкевича можно считать публикацию в 1897 году его рассказа «Портной. Из еврейского быта», который был напечатан в «Русском богатстве», а позже (1899) вышел отдельным изданием в Одессе. В 1895 году он написал повесть из жизни еврейской бедноты «Распад» (вышла 1902 году в журнале «Восход» в Санкт-Петербурге). Новую известность ему принесла повесть «Лёвка Гем». Юшкевич также писал романы, такие как «Леон Дрей». Постоянный автор издательства «Знание», где вышло три его собрания сочинений. Печатался в «Русском Богатстве», «Восходе», «Мире Божьем», «Журнале для всех» и других.
Юшкевич писал для театра, в том числе пьесу «Король» (1906). Его пьеса «Miserere» (1910) была поставлена Московским Художественным театром.

Стиль Юшкевича реалистичен, размышления героев и длинные диалоги насыщены лексикой и интонациями столь хорошо известного Юшкевичу одесского говора.
При жизни Юшкевича в Петрограде был издан 15-томный сборник его сочинений.
Два произведения, «Еврейское счастье» и «Автомобиль», были переизданы в 2004 году.

## Сочинения

На даче в Одессе, 1918 год

- Король. Пьеса // Сборник «Знания», 1906
- В городе, 1906
- Комедия брака, 1910
- Голуби[13], 1913
- Miserere, 1910
- Автомобиль, 1923
- Голубиное царство, 4-е изд. — 1923
- Посмертные произведения, 1927
- Семь дней // «Современные записки», № 31, 1927 и отд. изд. — Paris, 1933